# 바쿠스와 아리아드네
《바쿠스와 아리아드네》(Bacchus and Ariadne, 1520-1523년 작)는 티치아노가 그린 유화이다. 페라라 공작인 알폰소 데스테를 위해 제작한 신화 주제의 그림군의 하나이다. 알폰소 데스테는 페라라에 위치한 자신의 팔라조에 고전 작품을 바탕으로 한 그림으로 장식한 카메리노 달라바스트로라는 방에 이 그림을 걸어 두었다. 작품 의뢰에 대한 선지급 보수는 라파엘로가 받았는데, 원래는 그가 바쿠스의 승리를 주제로 한 그림을 그리도록 위임을 받은 것이었다. 그러나 1520년에 라파엘로가 죽었을 때는 예비 선화만이 끝마쳐져 있었고, 티치아노가 대신하여 그림 제작을 위임받게 되었다. 《바쿠스와 아리아드네》의 주제 요소는 로마 시인 카툴루스와 오비디우스에서 온 것이다. 티치아노의 명작 중 하나로 간주되는 이 그림은 현재 런던의 내셔널 갤러리에 전시되어 있다. 작품군의 다른 주요 그림들은 《신들의 축제》 (지오반니 벨리니 완성)는 워싱턴 D.C.의 내셔널 갤러리 오브 아트, 안드리안과 비너스의 숭배는 마드리드의 프라도 미술관에 있다.
아리아드네는 자신을 남겨두고 항해를 떠난 연인 테세우스에게 버림 받고 낙소스 섬에 홀로 남게 되었는데, 난봉꾼 행렬을 이끌며 치타 (공작의 서커스용 동물과 카툴루스의 원문에 묘사된 레오파드가 모델)가 모는 전차를 타고 다니는 바쿠스 신에게 발견된다. 그림에서 바쿠스는 짐승들로부터 아리아드네를 보호하고자 전차에서 뛰어내리는 모습으로 묘사되어 있다. 아리아드네 위의 하늘에는 그녀의 왕관이 나타나 있는데, 이 왕관은 바쿠스가 하늘에 던진 것으로, 왕관자리가 된다. 하지만 이것은 그림에 묘사된 사건을 설명하는 분석 중 하나일 뿐이다. 내셔널 갤러리의 웹사이트에서는 다음과 같이 그림을 설명하고 있다. '포도주의 신 바쿠스가 오른쪽의 풍경에서 자신의 추종자와 함께 나타난다. 보기에 아리아드네에게 사랑에 빠진 그는 치타가 끄는 자신의 전차에서 그녀를 향해 뛰어내린다. 아리아드네는 그리스의 섬 낙소스에서 테세우스에게 버림 받았는데, 멀리에서 떠나는 그의 배가 보인다. 그림에서는 그녀가 바쿠스를 처음 보고 겁을 먹고 있지만, 바쿠스는 그녀를 하늘로 올려주어 그녀의 머리 위로 묘사된 별자리가 되게 한다.'
대각선으로 그림을 두 삼각형으로 나눈 구도를 보여주고 있는데, 한 구획에는 푸른 하늘 (값비싼 청금석 도료 사용)에서 연인이 서로를 잡으려고 하는 모습이 담겨 있고, 다른 구획에는 소란스러운 움직임과 초록/갈색 색상을 두드러지게 표현하고 있다. 뱀에 감겨 날뛰고 있는 바쿠스의 추종자는 당시 로마에서 발견된 고대 조각상 《라오콘 군상》의 영향을 받은 것이다. 꼬마 사티로스를 향해 짖고 있는 킹 찰스 스패니얼은 티치아노의 작품에서 흔하게 등장하는 모티브로, 왕실의 애완견으로 길러졌던 것으로 추정된다. 화가의 사인 (TICIANVS)이 새겨진 황금 항아리는 공작의 소장품인 고대 유물 중의 하나인 것으로 알려져 있다.